# ヘブライ語
ヘブライ語（ヘブライご、ヘブライ語: עִבְרִית ʿĪvrīt, ラテン語: Lingua Hebraea）は、アフロ・アジア語族のセム語派に属する北西セム諸語の一つ。ヘブル語、ヒブル語とも呼ばれる。
この言語の名称には揺れがあり、日本語の「ヘブライ語」やドイツ語（Hebräische Sprache）やイタリア語（Lingua ebraica）などは、ギリシア語（εβραϊκή γλώσσα）やラテン語（Lingua Hebraica）での呼び名に由来する。一方、英語（Hebrew language）やフランス語（Hébreu）での言語名はヘブライ語自体における呼称（עברית）に由来する。
日本では、日本のほとんどの大学で語学講義名を「ヘブライ語」とするなど「ヘブライ語」が主流であるが、「ヘブル語」や「ヒブル語」が用いられる場合がある。

## 概要
古代にイスラエルに住んでいたヘブライ人が母語として用いていた言語古代ヘブライ語（または聖書ヘブライ語）は西暦200年ごろに口語として滅亡し、その後は学者の著述や典礼言語として使われてきた。現在イスラエル国で話される現代ヘブライ語は、約1700〜1800年の断絶を経て近代ヨーロッパで復興された言語である。現代ヘブライ語には2つの時期があり、ひとつは18世紀後半のハスカーラー運動におけるユダヤ文化復興の中で使われるようになった書き言葉であり、もうひとつは19世紀末に復興された話し言葉としてのヘブライ語である。一度日常語として使われなくなった古代語が復活し、再び実際に話されるようになったのは、歴史上このヘブライ語だけである。
ヘブライ語（עברית イヴリート）の名は紀元前2世紀ごろから使われている。聖書自身の中では「カナンの言葉」（שְׂפַת כְּנַעַן セファト・ケナアン）または「ユダヤ語」（יהודית イェフディート）と呼ばれている。ミシュナーでは「聖なる言語」（לָשׁוֹן הַקֹּדֶשׁ レション・ハコデシュ、英語版）とも呼ばれる。

## 古代ヘブライ語
古代ヘブライ語または聖書ヘブライ語はフェニキア語などと同じくカナン諸語のひとつであり、最も古いヘブライ語で書かれた碑文は紀元前10世紀に書かれたゲゼル・カレンダーとされるが、この碑文が本当にヘブライ語かどうかについては疑いも持たれている。西暦132-135年のバル・コクバの手紙まで、数百の古代ヘブライ語碑文が残っている。
旧約聖書はこの言語で書かれているが、異なる時代の言語が混じっている。引用された韻文の言語にはきわめて古い時代のものがあり、イスラエル王国の成立（紀元前1000年ごろ）以前の士師の時代にさかのぼる。紀元前10-6世紀の言語は古典ヘブライ語または（標準）聖書ヘブライ語と呼ばれる。紀元前6-2世紀の言語は後期古典ヘブライ語、または後期聖書ヘブライ語と呼ばれる。このほかにサマリア五書（紀元前2世紀後半）も重要な資料である。
イスラエル王国やユダ王国ではこの言語が日常語として使用されていたが、紀元前6世紀にユダ王国が滅亡しバビロン捕囚が起きると、バビロンに連行されたものたちを中心にアラム語の強い影響を受けるようになり、紀元前537年にアケメネス朝のキュロス2世によって解放されエルサレムに帰還したのちもこの影響は続いた。ヘレニズム時代に入るとギリシア語も使用されるようになり、3言語併用の状況が続く中でヘブライ語の日常使用は減少していった。

## 中期ヘブライ語
聖書より新しい時代のヘブライ語としては死海文書の言語がある。また、ミシュナーやタルムードなどのラビ文献に使用される言語は後期聖書ヘブライ語から直接発達したものではなく、かつては学者によって人工的に造られた言語と考えられていたが、現在では西暦紀元後数世紀にわたって話されていた口語のヘブライ語を反映したものと考えられている。
おそらく135年のバル・コクバの乱の結果、多くのユダヤ人はアラム語地域であったガリラヤ地方へ逃れ、口語としてのヘブライ語は西暦200年ごろ滅亡したと考えられている。その後のユダヤ人の第一言語はアラム語やギリシア語になり、ヘブライ語は学者の使用する言語に過ぎなくなった。
ヘブライ文字は原則として子音のみを表したが、6世紀ごろからマソラ本文に点（ニクダー）を加えて正確な読みを注記することが行われた。当時は地域によって異なる伝統が行われ、東部（バビロニア）と西部（パレスチナ）では読みが異なっていた。現在使用されているニクダーはこのうちのティベリア式発音に基づくものであるが、その後のヘブライ語の変化によって現代の発音と表記の間にはずれが生じている。
その後さらにヘブライ語は変化していき、中世ヘブライ語と呼ばれる一時期を迎えた。10世紀末にはイベリア半島のコルドバでイェフーダー・ベン＝ダーウィード・ハイユージュが初のヘブライ語文法書を完成させている。一方各地に離散したユダヤ人は現地語を話すか、あるいはセファルディムが話すスペイン語に属するラディーノ語や、アシュケナジムが話すドイツ語に属するイディッシュ語、アラビア語圏で話されるユダヤ・アラビア語群といった、ある程度のヘブライ語の痕跡を残す現地語の変種を話すようになっており、一般的な話し言葉としては完全に使われなくなっていた。また典礼用のヘブライ語の発音方式そのものも地域によって違いが生ずるようになり、セファルディムは子音の多いセファルディム式ヘブライ語を、アシュケナジムは母音の多いアシュケナジム式ヘブライ語を使用するようになっていた。
中世に入って文献学者のヨハネス・ロイヒリンは、非ユダヤ人にして初めて大学で聖書ヘブライ語を教授しカバラについての著書 (De Arte Cabalistica) を残し、ラビとしての教育を受けたバルーフ・デ・スピノザは死後に遺稿集とした出版された『ヘブライ語文法総記』で文献学的聖書解釈の観点からより言語語学的なヘブライ語の説明を行った。その冒頭部で、母音を表す文字がヘブライ文字には存在しないにもかかわらず「母音のない文字は『魂のない身体』(corpora sine anima) である」と記した。18世紀に入るとユダヤ人の間でハスカーラーと呼ばれる啓蒙運動が起こり、聖書ヘブライ語での文芸活動が始まった。この動きは、のちの19世紀におけるヘブライ語の復活に大きな役割を果たした。

## 現代ヘブライ語
ヘブライ語が話し言葉としてはほぼ消滅していた時代でも、ヘブライ語による著述活動は約1800年間、途切れることなく続き、全くの死語となっていたわけではなく、文章言語としては存続していた。さらにハスカーラー期において、聖書ヘブライ語から独立した書記言語としての文体が確立した。
こうした動きを元として、19世紀後半にユダヤ人の間でシオニズムが勃興しパレスチナに入植地を建設する構想が動き出すと、現地での使用言語を決定することが必要となり、ヘブライ語の日常語としての復活が決定された。こうして再興されることとなったヘブライ語であったが、知識人の間では文章言語として使用され続けていたものの、長い年月の間にヨーロッパ圏とアラブ圏に伝わっていたヘブライ語には発音のずれが生じており、また語彙が決定的に少ないなど、生活言語として使用するには問題が山積している状態だった。この状態を解消するために発音や語順などの整備が行われ、日常言語としての基盤が作られていった。またこの時、セファルディム系の少ない母音とアシュケナジム系の少ない子音の体系が混合され、発音の単純化がなされた。
1880年代にユダヤ人移民の第一波がパレスチナに到着するようになると、現地在住の移民の間でヘブライ語が共通語として少しずつ使われはじめた。初期入植者は東欧からの移民が多く、このため彼らの話すイディッシュ語やロシア語、ポーランド語などの中東欧諸言語の影響がヘブライ語に見られるようになった。19世紀にロシアからパレスチナに移り住んだエリエゼル・ベン・イェフダー（1858年 - 1922年）は、ヘブライ語を日常語として用いることを実践した人物であり、ヘブライ語復活に大きな役割を果たした。彼の息子は生まれてから数年間はヘブライ語のみで教育され、約二千年ぶりにヘブライ語を母語として話した人物となった。しかし、彼が聖書を基に一から現代ヘブライ語を作ったわけではない。彼の貢献は主に語彙の面におけるものであり、使われなくなっていた単語を文献から探し出したり、新語を作ったりして、現代的な概念を表すことができるようにした。そのために全16巻からなる『ヘブライ語大辞典』を編纂したが、完成間近で没し、死後に出版された。またベン・イェフダーを中心として1890年にヘブライ語委員会が設立され、語彙の拡大などを中心としたヘブライ語の復活はさらに進められた。このため、現代ヘブライ語は半人工言語に分類することができる。このヘブライ語委員会はヘブライ語の統制機関として機能し続け、1953年にヘブライ語アカデミーへと改組された。
こうしたユダヤ人の努力によってヘブライ語は話し言葉として再生され、1920年代にはすでに現地のユダヤ人の間で広く使用されるようになった記録が残っている。1922年には英語やアラビア語とともにイギリス委任統治領パレスチナの公用語に指定され、1948年にイスラエルが建国されるとその公用語のひとつとなり、2018年には、憲法に準じる基本法「ユダヤ国民国家基本法」で、ヘブライ語のみを公用語とした。イスラエル政府はヘブライ語の共通語化と使用を強く推進している。世界各地からユダヤ教徒がイスラエルへ移民しているため、イスラエルにおいてはイスラエルへの移民であるか否かを問わず、またイスラエルへ定住する意思の有無を問わず、誰でもヘブライ語を学習することができる成人を対象としたヘブライ語の教育機関としてウルパンが設立されている。
現代ヘブライ語は、イスラエル国内に多数のアラブ人が居住していることやもともと同系の言語であることなどからアラビア語の影響を受けており、「ファラフェル」（ヘブライ語: פָלָאפֶל）などアラビア語起源の単語がそのままヘブライ文字で記載されることが少なくない。さらに、経済のグローバル化や情報技術の発達などにより、「インターネット（ヘブライ語: אִינְטֶרְנֶט）」など英単語をヘブライ語に「翻訳」することなく、そのままヘブライ単語となることも少なくなく、さらにコンピュータ関連の文書などにおいてヘブライ文字で記載されているヘブライ語のなかに、英字で記載されてある英単語がそのまま挿入されていることもある。また、この場合、英単語は右から左へではなくそのまま左から右へと記述され挿入される。
現代ヘブライ語において用いられる数字は、数学で用いられているアラビア数字である。そして、右から左へ記載するヘブライ語の中に、左から右へ記載するアラビア数字を挿入して記載している。そして、マイクロソフト社のMicrosoft Wordを用いてヘブライ語の文書を作成する際にも、ヘブライ文字は右から左へ記載されるが、数字だけは左から右へ記載されるようになっている。

## 言語分布
2013年時点で、ヘブライ語話者は全世界に約900万人存在し、そのうち700万人は流暢にヘブライ語を話すことができる。
2013年時点では、イスラエルにいるユダヤ人のうち90％はヘブライ語に堪能であり、70％は非常に堪能である。イスラエルに住むアラブ人のうち約60%もヘブライ語に堪能であり、30%はアラビア語よりもヘブライ語の方を流暢に操ることができる。イスラエルの人口のうち53%がヘブライ語を母語としており、残りのほとんどの人々も流暢に話すことができる。ただし20歳以上のイスラエル人に限るとヘブライ語を母語とするものは49%にすぎず、そのほかの人々はロシア語、アラビア語、フランス語、英語、イディッシュ語、およびラディーノ語などを母語としていた。イスラエル内アラブ人のうち12%、および旧ソヴィエト連邦からイスラエルへ移民してきたユダヤ人のうち26%はヘブライ語をほとんどあるいはまったく話すことができない。
21世紀初頭において、ヘブライ語話者が多数を占める国家はイスラエル一国のみである。イスラエルにおいてヘブライ語はアラビア語とともに公用語の地位にあったが、同国内におけるユダヤ人とアラブ人の人口及び政治的・経済的影響力の差によってヘブライ語の影響力の方が強く、ベンヤミン・ネタニヤフ政権は2017年5月7日にアラビア語を公用語から外して「特別な位置付けが与えられた言語」に格下げし、ヘブライ語のみを「国語」とする閣議決定を行った。このヘブライ語単独公用語化を含むユダヤ人国家法は2018年7月にイスラエル国会で可決され、アラブ系国会議員の抗議と辞任やアラブ系市民の抗議デモを引き起こした。
現代のヘブライ語事情に関しては、イスラエル国内のアラブ人、すなわちアラブ系イスラエル人、ならびに占領地におけるパレスチナ人は、ヘブライ語を非常に流暢に話している。彼らのほうが、成人になってからウルパンというヘブライ語教室においてヘブライ語を少しだけ学ぶユダヤ系米国人たちよりもヘブライ語に堪能であると思われる。その背景として、ヘブライ語とアラビア語は、文字は異なるが、共にセム語派の言語であり、文法や語彙などにおいてかなり類似点があるからである。また、現代のパレスチナだけではなくイスラエル国内においても多数のアラブ系イスラエル人が居住し、イスラエル建国以前はアラブ人の都市や村落も多数あるため、アラビア語起源の人名や地名など固有名詞のヘブライ文字化も行われている。具体的には、アラビア語で「ようこそ」などを意味するاهلا وسهلا（アハラン・ワ・サハラン）はאהלן וסהלןとヘブライ文字化される。
現代ヘブライ語は近代言語として復活してから100年前後しか経っていないため地域的な分化が進んでいない一方で、世界各地から絶えず移民が流入するため話者の出身国による訛りは多様なものとなっている。
ヘブライ語使用はイスラエル国内において定着しており、同国内の新刊書籍の約9割がヘブライ語書籍によって占められ、またヘブライ語による文学作品も多数発表されるようになり、1966年にはヘブライ語作家であるシュムエル・アグノンがノーベル文学賞を受賞した。
イスラエルにおいては、グローバリゼーションとアメリカ化の風潮の中で、ヘブライ語を主な使用言語に保ち続け、またヘブライ語の語彙に英語の単語が大規模に取り入れられるのを防ぐためのさまざまな措置が取られてきた。ヘブライ大学に設置されているヘブライ語アカデミーは、英単語をヘブライ語の語彙の中に組み込む代わりに、現代の単語の意味を捉え、それに対応するヘブライ語の単語を見つけだすことによって、毎年約2000個の新しいヘブライ語の単語を創造している。ハイファ自治体は職員に対し公文書における英単語の使用を禁止させ、また民間事業においても英語のみの看板を使用することを阻止する動きを見せている。2012年には、イスラエルのクネセト（国会）においてヘブライ語の保存に関する法案が提案された。この法案には、イスラエル政府の公式発表と同様に、イスラエルにおけるすべての看板において、まず第一にヘブライ語を使用しなければならないという規定が含まれている。この法案を作成したMK Akram Hassonは、この法案はヘブライ語の「威信の低下」と、子供たちが多くの英単語を自らの語彙に取り入れたことへの対策として提案されたと述べた。

## 文字と記法

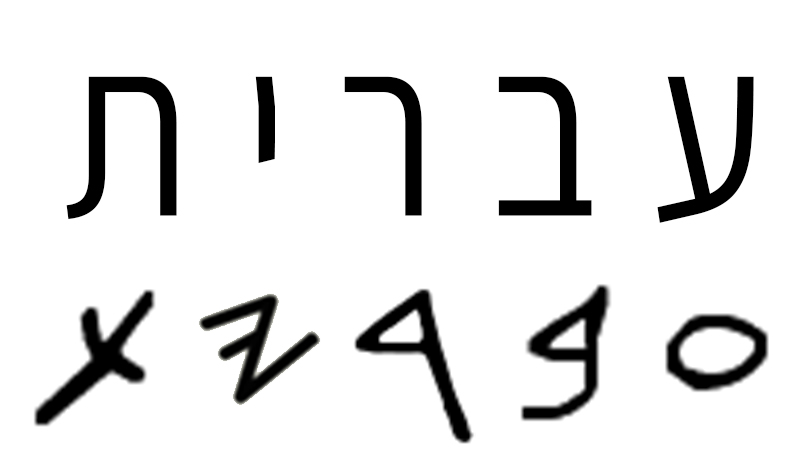
ヘブライ文字（上）と古ヘブライ文字（下）

ヘブライ語の表記には22文字のヘブライ文字を使用する。同じセム語派に属するアラビア語と同様に、ヘブライ語は右から左に右横書きで書く。またヘブライ文字はアブジャドであるため、日本語や英語などと違って、子音を表す表記はあっても、母音を表す表記はないことが多く、言語の習得にはある程度の慣れが必要である。ヘブライ語の点字体系も存在する。
ニクダーと呼ばれる母音記号は存在はするが、通常のヘブライ語力があれば記号なしでも文章を読みこなすことは容易であるため、母音記号が付されているものは聖書や詩のほかは、辞書や教科書、児童書などの初学者向けのものに限られる。またこの母音記号の成立が古く、現代の発音とずれが生じているため、記号を打つのには専門知識が必要とされる。
古代イスラエルにおいては、フェニキア文字から派生した古ヘブライ文字がヘブライ語の表記に使用されていた。しかし紀元前6世紀のバビロン捕囚後、同系統のアラム文字へと表記体系が切り替わった。このアラム文字から派生したものが、現代において使用されるヘブライ文字である。なお、ヘブライ語の一種であるサマリア語を典礼言語としたサマリア人たちはこの時アラム文字への切り替えを行っておらず、その後も古ヘブライ文字から発展したサマリア文字を使用していた。

## 音声

### 子音
古代のヘブライ語の正確な音声については不明な点が多い。古ヘブライ文字およびヘブライ文字は22の子音字から構成されるが、実際には1つの文字が複数の音を表していた可能性がある。おそらく紀元前1千年紀のヘブライ語には少なくとも25の子音があって、חは[ħ, x]、עは[ʕ, ɣ]、שは[ʃ, ɬ]の2種類の音を表していた。外来語のpを表すための強勢音のṗがあったと考える学者もある。このうちティベリア式発音で区別が保たれているのはשだけだが、発音は[ʃ, s]の2種類となり、後者はסと同音になる。
6つの破裂音(p b t d k g)は、重子音の場合を除いて母音の後で摩擦音化（p̄ ḇ ṯ ḏ ḵ ḡと翻字される）するが、現代語ではp̄ ḇ ḵがそれぞれ[f v x]と発音されるだけで、他のṯ ḏ ḡはt d gと区別されない。また、3つの摩擦音のうち[v]はו、[x]はחと同音になる。
現代ヘブライ語ではセム語に特有の強勢音が消滅し、ט(ṭ)は[t]、צ(ṣ)は[ts]、ק(q)は[k]と発音される。またע(ʿ)はא(ʾ)と同音の[ʔ]として発音されるか、または無音になる。
借用語のために現代ヘブライ語には新しい音素[tʃ](צ׳)、[dʒ](ג׳)、[ʒ](ז׳)および[w]（綴りの上では[v]と区別されず）が存在する。
現代ヘブライ語では重子音は消滅している。また古代ヘブライ語と異なり、音節頭に子音連結が出現することがある。
|            | 唇音 | 歯茎音 | 後部歯茎音 | 硬口蓋音 | 軟口蓋音 | 口蓋垂音 | 声門音 |
| ---------- | ---- | ------ | ---------- | -------- | -------- | -------- | ------ |
| 破裂音     | p b  | t d    |            |          | k g      |          | ʔ      |
| 鼻音       | m    | n      |            |          |          |          |        |
| 破擦音     |      | ts     | (tʃ) (dʒ)  |          |          |          |        |
| 摩擦音     | f v  | s z    | ʃ (ʒ)      |          | x        | ʁ        | h      |
| 接近音     | (w)  |        |            | j        |          |          |        |
| 側面接近音 |      | l      |            |          |          |          |        |

- 括弧内は主に外来語に現れる音

### 母音
ティベリア式発音では7つの母音[i e ɛ a ɔ o u]、シュワー[ə]、および3つの超短母音[ĕ ă ŏ]の、全部で11種類の母音を区別する。
現代ヘブライ語は5母音で、ティベリア式発音の[ɛ]は[e]に変化し、また[ɔ]は語源によって[a]または[o]のいずれかに発音される。シュワーは（発音される場合には）[e]と同音であり、超短母音は通常の母音と同様に発音される。二重母音は[aj oj uj]の3種類がある。

### 強勢
ヘブライ語には強勢がある。約7割の語は最終音節に強勢があり、残りは後ろから2番目の音節に強勢がある。外来語についてはこの限りではない。

## 文法
ヘブライ語の文法は少し分析的言語 (Analytic language) の特徴を持っている。与格や奪格や対格の代わりに、前置詞を使う。しかしまた、動詞と名詞の語形変化が重要である。
他のセム語と同様、ヘブライ語の語根の大部分は三子音から構成されるが、少数は四子音からなる。
名詞は2つの性（男性・女性）、3つの数（単数・双数・複数）を持つが、双数の使用は限定的である。また定冠詞ha-によって定性を示す。格変化はしないが、独立形と連語形の2つの語形があり、名詞がほかの名詞を修飾することによって作られる連結語（スミフート）において、修飾される名詞は連語形を取る。形容詞は名詞と同様に変化し、修飾する名詞と性・数・定性を一致させる。
連結語は現代ヘブライ語でも使われるが、主に複合語として語彙化した場合に使われ、属格は通常はミシュナー・ヘブライ語以来の属格前置詞šelなどによって分析的に表現することを好む。
人称代名詞は3つの人称、性、数（ただし双数形はない）によって異なる。ただし一人称は性による違いがない。また独立した代名詞のほかに接尾辞形を持つ。指示代名詞は近称と遠称があり、それぞれ性・数で変化する。
聖書ヘブライ語の動詞は完了と未完了の2つの形があり、それぞれが代名詞と同様に人称、性、数によって変化する。未完了形からは願望形（一人称のみ）・命令形（二人称のみ）・指示形の3種類の法の動詞形が作られる。また能動と受動の2種類の分詞と不定詞を持つ。
聖書ヘブライ語の風変わりな特徴として、未完了形の前に接続詞va-がつくと完了の意味に変化する。逆に完了形が接続詞və-がつくと未完了の意味になる。これは、ヘブライ語の未完了形yiqtolが歴史的に未完了形*yaqtuluと古い完了形*yaqtulの融合したものであり、va-に後続するときにのみ後者の意味が残存しているものと考えられる。完了形が未完了の意味になるのはおそらく類推による。この特徴はミシュナー・ヘブライ語以降は消滅した。
現代ヘブライ語では能動分詞を現在に、完了形を過去に、未完了形を未来に使う。未来の複数形では性による変化が消滅している。不定詞は変化せず、l-が加えられる。命令形は存在するが、くだけた表現では使われなくなりつつあり、かわりに不定詞や未来形が使われる。
他のセム語と同様、動詞は派生活用形をもち、アラビア語文法にならって語根pʿlをもとにそれぞれパアル（またはカル）・ニフアル・ピエル・プアル・ヒフイル・ホフアル・ヒトパエルと呼ばれる。ヒフイルは使役的、ヒトパエルは再帰的な意味を表すことが多い。ニフアル・プアル・ホフアルはそれぞれカル・ピエル・ヒフイルに対する受動的な意味を表す。
聖書ヘブライ語の語順はVSO型がもっとも普通だが、主語を強調してSVOになったり、目的語を強調してOVSまたはVOSになることがあった。また、代名詞主語は強調する場合以外は省略される。後にSVO型へ移行した。

## ヘブライ語の単語・文
ヘブライ語は、イスラエルでの日常会話に使われるほか、正しい聖書理解、ユダヤ教、ラビ文献を含むヘブライ語文学、ユダヤ音楽、セム語学、アフロアジア語学などに必須の言語である。

### ヘブライ語起源の言葉
- 聖書に登場するものやユダヤ教関係の多くの単語は、主に西洋語を介して日本語にはいっている。アーメン、カバラ、コシェル、サバト、シボレス、セラフ、ハレルヤ、ベヒモス、メシア、レヴィアタンなど。
- シェーハール šēkhâr: シードル、サイダーの語源。
- ハルマゲドン < ハル・メギッドー（メギッドー山）

### ヘブライ語の文例
| 意味                       | ヘブライ語 （ヘブライ文字表記） | ヘブライ語 （ラテン翻字） | ヘブライ語 （片仮名）       | IPA          |
| -------------------------- | ------------------------------- | ------------------------- | --------------------------- | ------------ |
| ヘブライ語                 | עברית                           | ivrit                     | イブリト                    | [ivˈʁit]     |
| こんにちは                 | שלום                            | shalom                    | シャローム                  | [ʃʌ'lom]     |
| さようなら                 | להתראות                         | lehitraot                 | レヒットラオト              | [lɛhitʁʌ'ot] |
| はじめまして               | נעים מאוד                       | Na’im Me’od               | ナイム メオド               |              |
| お願いします               | בבקשה                           | bevakasha                 | ベバカシャ                  | [bɛvʌkʌ'ʃʌ]  |
| ありがとう                 | תודה                            | toda                      | トダ                        | [to'dʌ]      |
| ありがとうございます       | תודה רבה                        | toda raba                 | トダ ラバ                   |              |
| それを/あれを              | את זה                           | et ze                     | エット ゼ                   | [ɛt zɛ]      |
| いくつ？/いくら            | ?כמה                            | kama?                     | カマ？                      | ['kʌmʌ]      |
| これはいくらですか？       | ?כמה זה עולה                    | Kama Zeh Oleh?            | カマ ゼ オウレ？            |              |
| 日本語                     | יפנית                           | yapanit                   | ヤパニト                    | [jʌpon'ɪt]   |
| はい                       | כן                              | ken                       | ケン                        | [kɛn]        |
| いや/ダメ/～しない         | לא                              | lo                        | ロ                          | [lo]         |
| かんぱい                   | לחיים                           | le-chaim                  | レッハッイム                | [lɛ'xaim]    |
| おはよう                   | בוקר טוב                        | Boker Tov                 | ボケル トブ                 |              |
| お休みなさい               | לילה טוב                        | Lailah Tov                | ライラ トブ                 |              |
| どうしたの？               | ?מה קורה                        | Ma Kore?                  | マ コレ？                   |              |
| お元気ですか？             | ?מה שלומך                       | Ma shlomcha?              | マ シロムハッ？             |              |
| 良い                       | טוב                             | Tov                       | トブ                        |              |
| トイレはどこにありますか？ | ?איפה השרותים                   | Eifo ha-sherutim?         | エイフォ ハッシャルティム？ |              |
| 私は信じています           | אני מאמין                       | āni maamīn                | アニ マアーミーン           |              |
| 日本                       | יפן                             | Yapan                     | ヤパン                      |              |
| 東京                       | טוקיו                           | Tokyo                     | トーキヨー                  |              |